# Timmy Failure: Mistakes Were Made
Timmy Failure: Mistakes Were Made (bra Timmy Fiasco) é um filme estadunidense de 2020, do gênero comédia, dirigido por Tom McCarthy, com roteiro dele e Stephan Pastis baseado na série de livros homônima de Pastis.  

## Sinopse
Menino de 11 anos tem como amigo um urso-polar imaginário e acredita dirigir uma agência de detetives. Juntos, eles viajam em incríveis aventuras.

## Elenco
- Winslow Fegley ...... Timmy Failure
  - Troy Ames ...... Timmy aos 4 anos
- Ophelia Lovibond ...... Patty Failure
- Wallace Shawn ...... Frederick Crocus
- Craig Robinson ...... conselheiro Jenkins
- Kyle Bornheimer ...... Crispin Flavius
- Ai-Chan Carrier ...... Corrina Corrina
- Chloe Coleman ...... Molly Moskins
- Kei ...... Charles "Rollo" Tookus
- Caitlin Weierhauser ...... bibliotecário Flo
- Ruby Matenko ...... Maxine Shellenberger
- A. Brian Daniels ...... policial de Portland

## Produção
Em 25 de abril de 2017, foi relatado que o diretor Tom McCarthy estava em negociações para dirigir uma adaptação do romance Timmy Failure de Stephan Pastis para a Walt Disney Pictures . Esperava-se que McCarthy escrevesse o roteiro do filme com Pastis e Jim Whitaker foi escalado para servir como produtor  Em 8 de fevereiro de 2018, foi anunciado que o filme estrearia no Disney+, serviço de streaming da Disney lançado no final de 2019.
Em 9 de junho de 2017, foi inicialmente relatado que o filme passaria por pré-produção de 26 de junho a 15 de setembro de 2017, com sessenta dias de filmagem em Louisiana. O filme foi ambientado com um orçamento de US$ 42 milhões, com US$ 32 milhões sendo gastos no estado. Isso incluiu cerca de US$ 10 milhões na folha de pagamento da Louisiana.
As filmagens aconteceram durante a semana de 27 de junho de 2018, em Surrey, British Columbia, Canadá, onde um cenário foi construído para parecer uma passagem de fronteira entre os Estados Unidos e Canadá. A produção continuou em Surrey em 5 de julho de 2018, no Cloverdale Fairgrounds local, onde uma cena foi filmada em que um veículo passa por uma casa. A fotografia principal e as filmagens adicionais ocorreram de 27 de julho a 8 de setembro de 2018 em Portland, Oregon.
Em 31 de julho de 2018, foi anunciado que Ophelia Lovibond havia sido escalada para o papel de Patty Failure. Em 24 de janeiro de 2019, foi relatado que Craig Robinson havia sido escalado para o filme.

## Lançamento
Timmy Failure: Mistakes Were Made teve sua estreia mundial no Festival de Cinema de Sundance em 25 de janeiro de 2020, e foi lançado na Disney + em 7 de fevereiro de 2020.

## Recepção
No Rotten Tomatoes, o filme tem índice de aprovação de 88%, com média de 7,36 / 10, com base em 26 avaliações. O consenso crítico do site diz: "Um filme divertido e rápido para todos, Timmy Failure: Mistakes Were Made celebra o poder da imaginação com um delicioso senso de humor e a quantidade certa de ursos".  No Metacritic, o filme tem uma avaliação ponderada de 60 em 100 com base em 9 avaliações, indicando "misto ou médio".
John DeFore, do The Hollywood Reporter, descreveu Timmy Failure: Mistakes Were Made como "o melhor dos programas originais [da Disney +] por uma ampla margem".